# ザ・マペッツ・メイヘム
ザ・マペッツ・メイヘム(The Muppets Mayhem)は、ドクター・ティースとエレクトリック・メイヘムを主役に制作されているアメリカ合衆国のテレビドラマ。2023年5月10日からDisney+で配信される。

## 登場人物
ノラ
演 - リリー・シン（鷄冠井美智子）
ゲイリー・モーグ・モーグスキー
演 - タージ・モウリー（関口雄吾）
ハンナ
演 - サーラ・チョードリー（稲熊美緒）
JJ
演 - アンダース・ホルム（前田雄）
ガス
演 - ?（角田雄二郎）

### マペット
ドクター・ティース
声 - ビル・バレッタ（多田野曜平）
リップス
声 - ピーター・リンツ（落合弘治）
アニマル
声 - エリック・ジェイコブソン（緒方賢一）
フロイド・ペッパー
声 - マット・ヴォーゲル（落合弘治）
ジャニス
声 - デヴィッド・ラッドマン（石野竜三）
ズート
声 - デーヴ・ゲルツ（小形満）
ぺニー・ワックスマン
声 - レスリー・カラーラ・ルドルフ   （千種春樹）
ジェラルド・ティース
声 - デイビット・ビザロ（落合弘治）
ティナ・ティース
声 - ステファニー・ダブルッツォ（和優希）

## エピソード
- トラック1：想像してみろ
- トラック2：トゥルー・カラーズ
- トラック3：メイン・ストリートのならず者
- トラック4：時代は変わる
- トラック5：ブレイク・オン・ストリート
- トラック6：フォーチュネスト・サン
- トラック7：エイト・デイズ・ア・ウィーク
- トラック8：ヴァーチャル・インサニティ
- トラック9：明日なきさすらい
- トラック10：ウィ・ウィル・ロック・ユー